# ピアノソナタ (デュティユー)
ピアノソナタは、アンリ・デュティユーが作曲した唯一のピアノソナタ。1947年から1948年にかけて書かれた。

## 概要
ピアノソナタの作曲時デュティユーは作曲家として10年のキャリアを積んでいたが、彼は本作を自身の作品番号1、すなわち成熟したと呼べる水準に至った最初の曲であると看做した。初演は1948年4月30日に作曲者の妻であるジュヌヴィエーヴ・ジョワによって行われ、作品は彼女に献呈された。以降、第二次大戦後に生まれたこのジャンル指折りの楽曲と称えられ、ジョン・オグドン、ロバート・レヴィン、ジョン・チェン、クレール＝マリ・ル・ゲといった著名ピアニストが支持を表明している。
このソナタはデュティユーにとって、それまでの委嘱作品では許されなかった野心的で大規模な構想を実験する機会となるものであった。彼は次のように語っている。
私はより大きな形式へと次第に移っていきたい、短い作品で満足したくないと考えていました - もしよければ「典型的なフランスの」書法から逃れたいと思っていたのです。
本作は形式的な厳格さと和声の探究という、デュティユーの成熟期の作品に特徴的な2つの事項を併せ持っている。主題群は不明瞭で完全な形では旋法的にも調性的にもなることはない。この楽曲に影響を与えたとしてドビュッシーやラヴェル、バルトーク、プロコフィエフなどが引き合いに出されるものの、評論家は本作の音楽語法が独自の特徴を有しておりフランスの印象主義とソビエトの音楽が個の内で統合されたものであるとも強調している。この作品は「バルトークやプロコフィエフを範とした華々しく重層的な作品」もしくは「ドビュッシーが書いていたかもしれない（中略）感覚的で古典的なソナタ」などと評されている。

## 楽曲構成

### 第1楽章
Allegro con moto
第1楽章は2/2拍子で開始されるが拍子はたびたび変更される。たっぷりとした第1主題から第2主題が派生することで2つの主題による古典的な形式をとっている。冒頭の数小節から嬰ヘ音を中心に長調と短調が曖昧に立ち現われる。三全音の仕様も目立った特徴となっており、また音域の端まで使用されることによって楽曲に与えられる交響的な性格も際立っている。

### 第2楽章
Lied
第2楽章「リート」が最も短い楽章である。ABAの三部形式をとり、両端楽章に比べて薄く、憂えるような表情を持つ。基本となる調性は変ニ長調であるが、ここでも旋法と調性に幾分の不明瞭さが認められる。4/8拍子で開始するものの、後に拍子は変更されていく。

### 第3楽章
Choral et variations
終楽章はまず「コラール」により3/2拍子で開始すると4声のポリフォニーが示される。低音と高音で保持される音の重なり合いによって生み出される、カリヨンのような響きが特徴的である。続いて4つの変奏となる。第2変奏はデュティユーが後の作品で頻用するようになる「扇状のフレーズ」の初期の使用例となっている。「コラール」が形を変えて再現されて楽章は幕を閉じる。このようにして変奏は小さなソナタ形式を構成しており「ソナタ内でのソナタ」が生まれている。楽章を見渡すとトッカータ風の性格を持つパッセージもいくつか登場している。